# Obelisco di Portosalvo

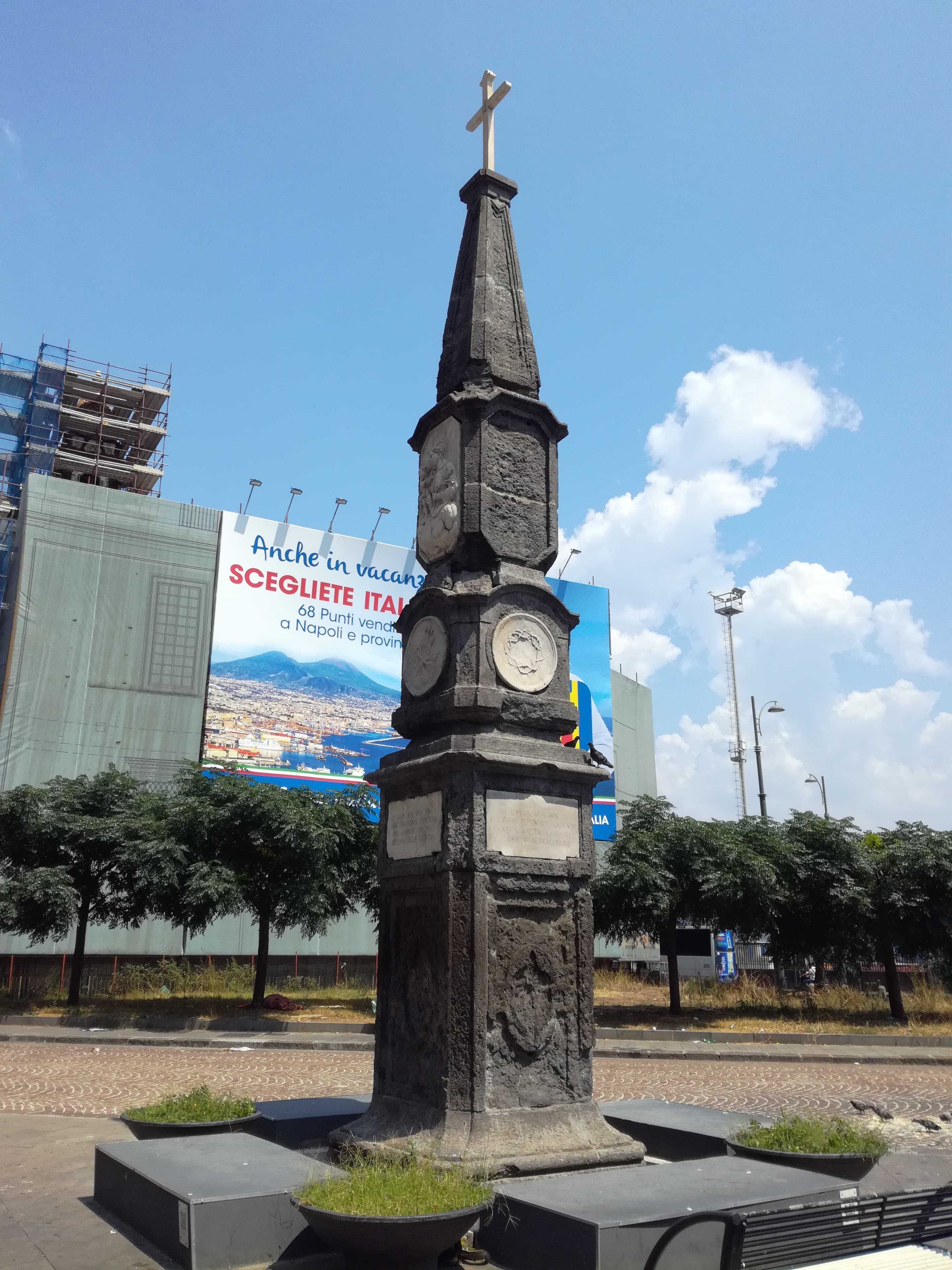
L'obelisco di Portosalvo

L'obelisco di Portosalvo è un obelisco di Napoli, situato in via Alcide De Gasperi, a lato della chiesa di Santa Maria di Portosalvo. È uno degli ultimi obelischi ad essere stato eretto in ordine di tempo nella città.

## Storia
Fu eretto nel 1799 nella piazza di Portosalvo, a seguito della fine dell'esperienza giacobina della repubblica napoletana, in onore della vittoria conseguita dall'esercito della Santa Fede e dunque della restaurazione borbonica.
Nel XX secolo ha subito una leggera modifica di posizione dovuta ai particolari cambiamenti urbanistici della zona portuale. Ha altresì perduto alcune delle decorazioni che lo abbellivano.
Nei primi anni duemila, a causa di gravi problemi statici e in vista di un restauro mai partito, è stato ingabbiato in una struttura metallica di sostegno. Nel 2016 è stato interessato dal progetto di restauro Monumentando promosso dal Comune di Napoli e dopo accurati lavori anche strutturali è stato restituito alla cittadinanza il 10 novembre dello stesso anno.

## Architettura
L'obelisco, in piperno e a quattro facce, culmina in forma piramidale con una croce e presenta su ogni lato delle decorazioni marmoree a bassorilievo, eseguite dallo scultore Angelo Viva su commissione dei confratelli della chiesa di Portosalvo e sotto la direzione dell'ingegnere regio responsabile della chiesa Michele Scodes. Ogni faccia presenta tre elementi marmorei dall'alto verso il basso: un'immagine sacra a bassorilievo, un medaglione e un'iscrizione in latino. I soggetti sacri sono la Madonna di Portosalvo, San Gennaro, Sant'Antonio di Padova e San Francesco di Paola (quest'ultimo andato perduto), figure molto legate alla Corona, alla credenza popolare e autentici vessilli della lotta sanfedista. I quattro medaglioni raffigurano gli strumenti della Passione di Cristo (solo tre attualmente visibili): i tre chiodi della croce annodati in un nastro al martello e alla lancia di Longino; i flagelli e altri strumenti (medaglione perduto); la corona di spine; il velo della Veronica. Le quattro iscrizioni riportano ognuna una strofa dell'inno sacro Vexilla regis, che ricorda appunto i momenti della Passione. Sugli spigoli terminali del primo e del secondo registro erano presenti fino al secondo dopoguerra elementi decorativi in marmo. L'obelisco venne eretto in antitesi all'albero della Libertà rivoluzionario, i cui esemplari, sparsi per la città, furono abbattuti dopo l'entrata vittoriosa dell'esercito del cardinale Ruffo.
In particolare, si nota la presenza di San Gennaro e Sant'Antonio, che furono i protagonisti nel periodo repubblicano di una vicenda tra il politico e il religioso: i francesi e i giacobini napoletani cercarono legittimazione presso il popolo tramite il prodigio dello scioglimento del sangue di San Gennaro, che così fu "detronizzato" dai realisti e sostituito da Sant'Antonio nel ruolo di patrono della città e dell'esercito sanfedista. Legame che fu rafforzato dal fatto che il 13 giugno, festività di Sant'Antonio da Padova, l'esercito della Santa Fede entrò in Napoli sancendo la fine dell'esperienza giacobina. La Corona, che dal suo canto era assai legata a San Gennaro, spinse però per una riconciliazione tra la popolazione e il santo martire.